# Ifigenia i Aulis

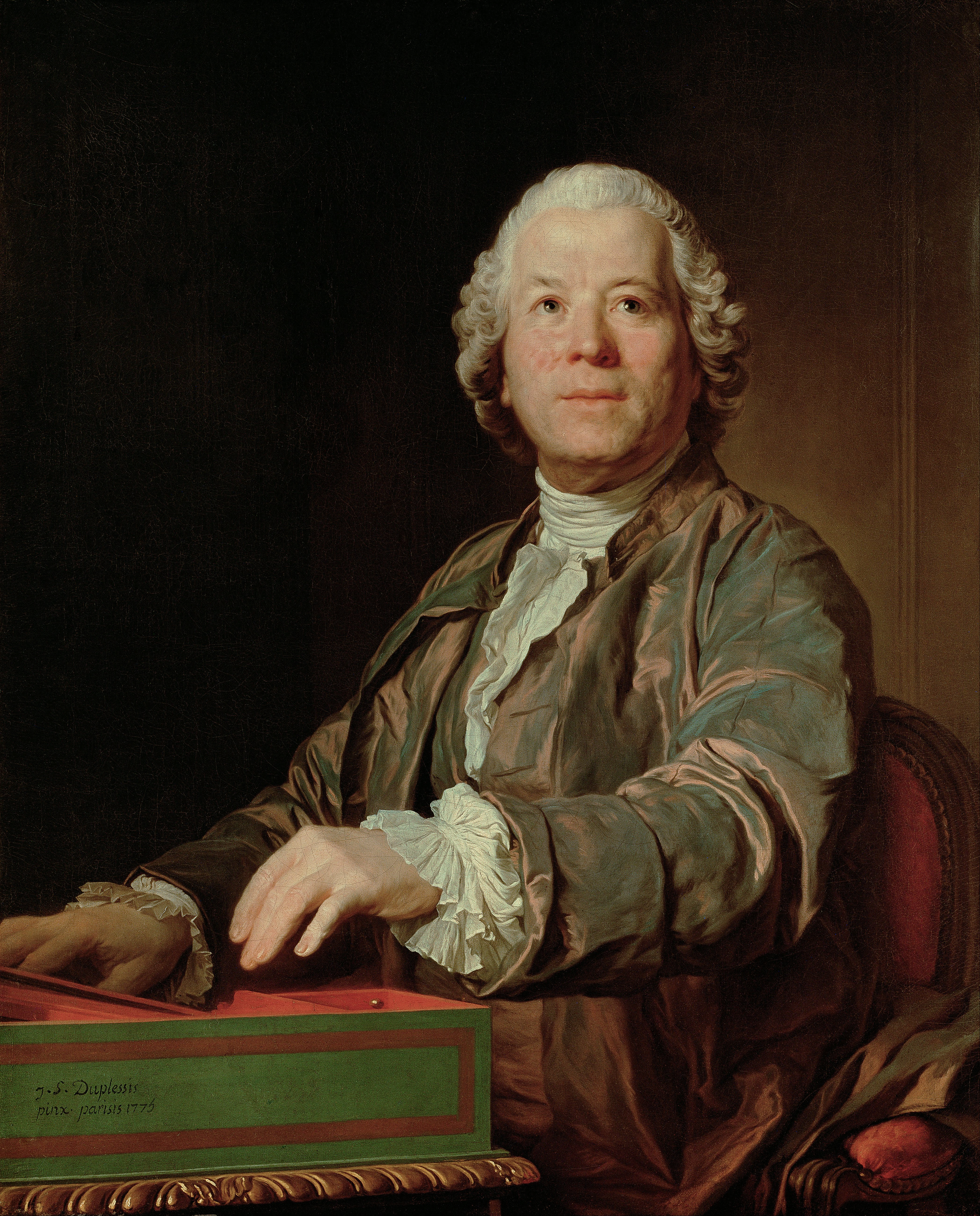
Christoph Willibald Gluck

Ifigenia i Aulis eller Iphigénie en Aulide är en opera (Tragédie opéra) i tre akter av Christoph Willibald Gluck med text av François-Louis Gand Le Blanc Du Roullet efter Jean Racines skådespel Iphigénie (1675). Operan uruppfördes på Parisoperan den 19 april 1774.

## Historia
Gluck lät sig inte nöja med att ha reformerat den italienska operan, utan förändrade under 1770-talet även den franska tragédie lyrique-genren och lade därmed grunden för 1800-talets franska heroiska stora opera. På grund av den ringa förståelse Glucks reformsträvan mötte i Wien flyttade han till Paris där författaren Du Roullet hade lovat honom att genom sitt inflytande få till stånd en uppsättning av Ifigenia i Aulis. Men Gluck fick det inte lätt i Paris heller. Uruppförandet av Ifigenia i Aulis blev ingen succé, förutom ouvertyren som fick generöst med applåder (även om operan snart blev hyllad och ofta framförd). En del av publiken avgudade Gluck, medan de andra hyllade italienaren Niccolò Piccinni, som hade tonsatt samma mytologiska stoff. Detta ledde till den beryktade fejden mellan Glucks respektive Piccinnis anhängare. Det handlade dock inte bara om en opera, utan om olika konstpolitiska intressen. Men Glucks nobla musik och beskyddet från drottning Marie-Antoinette gjorde att den tyske tonsättaren inom några få år avgick med segern.
Ursprungligen hade Glucks opera ett annat, lyckligt slut, i vilket Ifigenia vid gudarnas plötsliga förändring i sinneslaget räddas och förenas med Akilles. Det lyckliga paret firas med sång och dans. Denna upplösning har inget stöd i Euripides original men var vad tiden krävde. 1775 reviderade Gluck operan och ändrade slutet i överensstämmelse med Euripides drama, där Artemis gör Ifigenia till översteprästinna i Tauris.
Richard Wagner, själv en stor beundrare av Glucks konst, gjorde 1847 en ny bearbetning av operans slutscener så dessa bevarar sina dramatiska och logiska strukturer in i det sista. Detta skapar även en förbindelse med Glucks andra Ifigenia-opera, Ifigenia på Tauris.

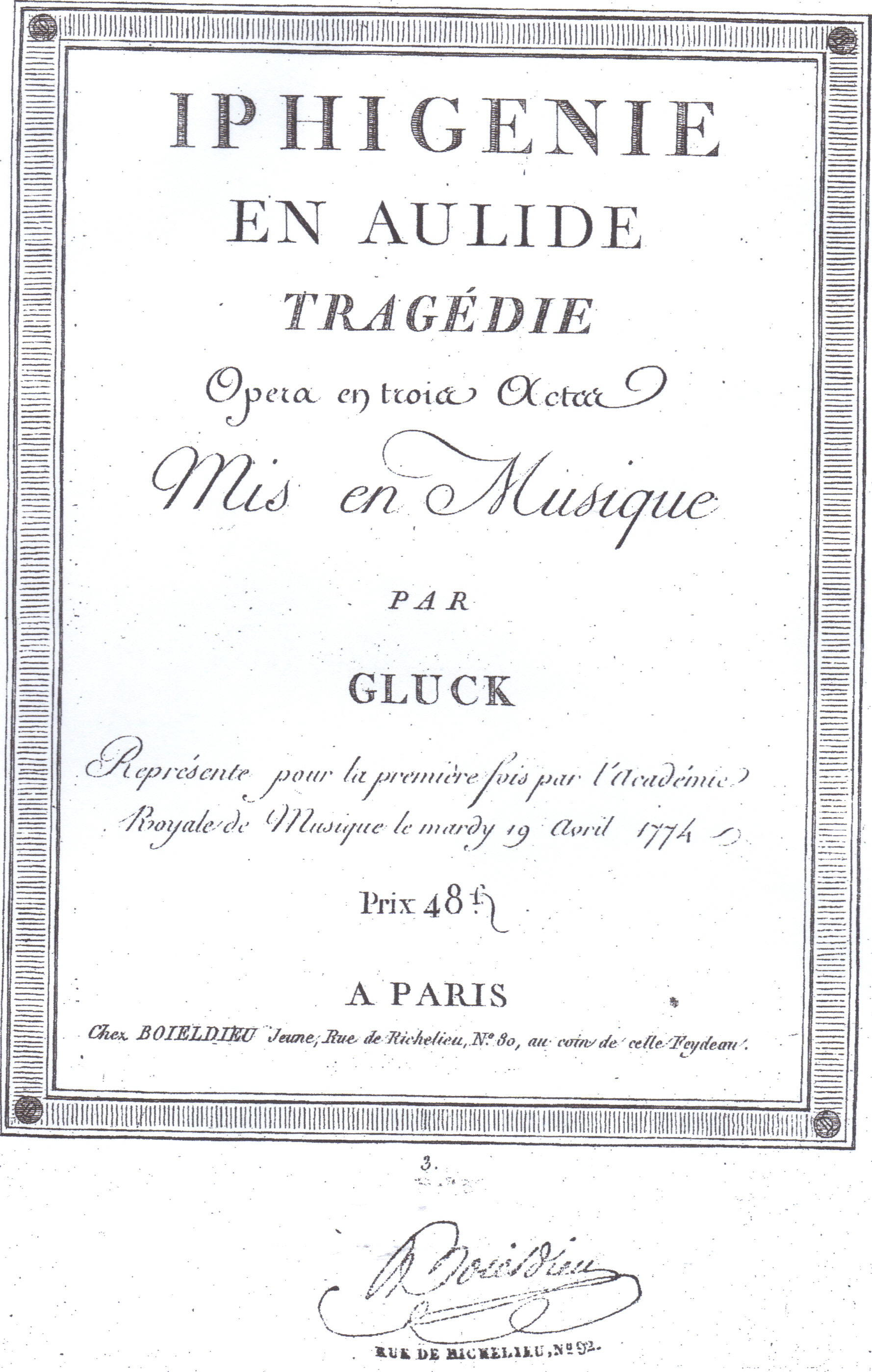

Svensk premiär ägde rum på Stora Bollhuset i Stockholm 28 december 1778.
Sagan om Ifigenia i den grekiska mytologin har utgjort underlag till operans text.

## Personer
- Agamemnon, kung av Mykene och grekernas överbefälhavare i kriget mot Troja (basstämma)
- Clytemnestre/Klytaimnestra, hans hustru (sopran)
- Iphigénie/Ifigenia, deras dotter (sopran)
- Achille/Akilles, thessalisk kung (haute-contre)[3]
- Patrocle/Patroklos, hans vän (basstämma)
- Calchas/Kalkas, överstepräst vid Dianas/Artemis tempel i Aulis (basstämma)
- Arcas/Arkas, kapten för Agamemnons livvakt (basstämma)
- Tre gudinnor (sopraner)
- En grek ur Ifigenias följe (tenor)
- En annan grekinna (sopran)

## Handling
Det grekiska lägret på Aulis strand, omedelbart före det trojanska krigets början.
Akt I
Den grekiska hären står i Aulis beredd för avfärd mot Troja för att hämnas bortrövandet av den sköna Helena. Men avfärden hindras av stiltje. Det är gudinnan Artemis sätt att straffa kung Agamemnon som en gång dödade hennes heliga hjortar. Agamemnon har av Artemis fått befallningen att offra sin dotter Ifigenia på gudinnans altare. Detta skulle nämligen blidka gudarna att sända grekerna den gynnsamma vind de behöver. Men Agamemnon vill inte offra sin dotter. Han trotsar gudarna och försöker överlista dem. Livvaktskaptenen, den trofaste Arkas sänds iväg för att möta  Klytaimnestra och Ifigenia och få dem att återvända till Mykene eftersom Akilles, Ifigenias trolovade varit henne otrogen. Sålunda hoppas Agamemnon kunna rädda sin dotter från döden. Arkas förväxlar emellertid de båda kvinnorna när de intet ont anande kommer till lägret. Då han berättar för Klytaimnestra om Akilles påstådda otrohet blir hon rasande och tänker omedelbart ge sig av. Ifigenia blir förtvivlad över att höra om sin trolovades trolöshet men Akilles anländer själv och överbevisar henne om att ryktet talar osanning. Deras kärleksduett avslutar första akten.
Akt II
Ifigenia och Akilles ska gifta sig men Ifigenia är fylld av onda aningar. Då  Klytaimnestra och Akilles kommer för att föra henne till altaret, störtar Arkas in och meddelar vilket fasansfullt öde som väntar Ifigenia. Hennes far ämnat offra henne på altaret. Alla står lamslagna av fasa, men Akilles förkunnar att han tänker rädda sin brud. Han skall trotsa såväl gudarna som Agamemnon men lovar på Ifigenias bön att skona hennes far. I en lidelsefull och dramatisk scen mellan Akilles och Agamemnon mognar Agamemnons beslut och i aktens avslutande monolog förklarar han sig villig att offra sig själv i dotterns ställe.
Akt III
Agamemnon har befallt Arkas att i hemlighet föra Klytaimnestra och Ifigenia till Mykene. Arkas kommer för att hämta Ifigenia och Akilles erbjuder sig att följa med och beskydda henne. Men Ifigenia är redo att foga sig i sitt öde och ger sig beslutsamt av till templet ("Il faut de mon destin"). Akilles försöker tränga in i templet i spetsen för sina män men en åskknall varslar om gudinnans ankomst. Hon tar Ifigenia till sig. Gudarna är nu försonliga och grekerna kan med gynnsam vind segla mot Troja.